# Maryuri Valencia
Maryuri Valencia Cortés (ur. 15 października 1987) – kolumbijska zapaśniczka. Zajęła szesnaste miejsce na mistrzostwach świata w 2006. Srebrny medal na igrzyskach igrzyskach Ameryki Środkowej i Karaibów w 2006 i brązowy Ameryki Południowej w 2006. Trzecia na mistrzostwach Ameryki Płd. w 2012, 2013 i 2016. Wicemistrzyni igrzyskach boliwaryjskich w 2005 i trzecia 2013 roku.